# 7720 Lepaute
7720 Lepaute este o planetă minoră (asteroid) din centura de asteroizi. A fost descoperită pe 26 septembrie 1960 la Observatorul Palomar de Cornelis Johannes van Houten și a fost numită după Nicole-Reine Lepaute⁠(d). 
Obiectul prezintă o orbită caracterizată de o semiaxă mare de 3,2411384 UAi, o excentricitate de 0,16, o înclinație de 0,62486 ° în raport cu ecliptica.